# 1176
1176 (MCLXXVI) a fost un an al calendarului iulian.

## Evenimente
- 25 ianuarie: Sunt emise asizele de la Northampton, prin care toți oamenii liberi de pe cuprinsul regatului Angliei sunt solicitați să jure credință regelui, se ordonă distrugerea castelelor construite ilegal și se înăspresc pedepsele împotriva rebelilor.
- 22 aprilie: O nouă victorie a sultanului Egiptului, Saladin, asupra trupelor dinastiei zengide din Alep, în cadrul bătăliei de la Tell al-Sultan, între Hama și Halab.
- 22 mai: În timpul asedierii Alepului, are loc un nou atentat al sectei asasinilor împotriva sultanului Saladin; tentativa eșuează din nou.
- 29 mai: Bătălia de la Legnano. Împăratul Frederic Barbarossa este înfrânt de către trupele Ligii lombarde; ca urmare, privilegiile de la Milano sunt reconfirmate.
- 30 iulie: Pentru a se răzbuna pe asasini, sultanul Saladin asediază Masyaf, fortăreață a sectei situată în Siria centrală; în paralel, sultanul Egiptului caută să se concilieze cu asasinii, pentru a-i scuti atât pe cruciați cât și pe zengizi de sprijinul acestora.
- 1 august: Raid al regelui Balduin al IV-lea al Ierusalimului în câmpia Bekaa; cruciații înfrâng pe Turanșah, fratele sultanului Saladin și guvernator al Damascului.
- 2 septembrie: Ordinul Cartusian primește confirmarea din partea papei Alexandru al III-lea.
- 17 septembrie: Bătălia de la Myriokephalon. Turcii selgiucizi, conduși de sultanul Kilidj Arslan al II-lea, înfrâng trupele bizantine ale lui Manuel I Comnen, aflat în marș către Iconium, capitala sultanatului.

### Nedatate
- ianuarie sau februarie: Întrevederea de la Chiavenna: ducele Henric Leul refuză să participe la noua campanie preconizată de împăratul Frederic Barbarossa în Italia.
- Aberdeen devine oraș regal.
- În documente este pomenit Leustachiu, voievod în Transilvania.
- Orașul Nisa recunoaște suzeranitatea regelui Alfonso al II-lea al Aragonului, care îi confirmă drepturile comunale.
- Prima mențiune despre un voevod al Transilvaniei, în persoana lui Leustachiu (Leustachius woywoda Transylvaniae). Membru al consiliului regelui el avea drept de judecată și era șeful oștilor comitetelor și nobililor.
- Sultanul Saladin întreprinde măsuri de refacere a orașului Cairo, care își pierde rolul predominant militar din timpul stăpânirii fatimizilor; vechiul cartier Fostat, distrus în timpul evenimentelor din 1168, este reconstruit integral.

## Arte, științe, literatură și filozofie
- iunie: Începe construirea podului Londrei.
- Chretien de Troyes scrie romanul Cliges.
- În catedrala din Sens se instalează primul orologiu.
- Sultanul Egiptului, Saladin, înființează școli superioare de administrație (medrese).
- Un incendiu distruge catedrala din Strasbourg; începe construirea unei noi catedrale.

## Înscăunări
- 20 iunie: Vsevolod al III-lea Iurievici "Mare Cuib", mare cneaz de Vladimir (1176-1212).

## Nașteri
- Fujiwara no Nobuzane, om politic, poet și caligraf japonez (d. ?)
- Gerardo Maurisio, scriitor italian (d. ?)
- Leopold al VI-lea de Babenberg, duce de Austria (d. 1230)
- Subotai, comandant militar mongol (d. ?)

## Decese
- 20 aprilie: Richard de Clare, conte de Pembroke (n. 1130).
- 13 mai: Matia I, duce de Lorena (n. 1119).
- 20 iunie: Mihail I Iurievici, cneaz rus (n. ?)
- 23 august: Rokujo, împărat al Japoniei (n. 1164).